# 槇原敬之 Song Book "since 1997〜2001"
『槇原敬之 Song Book "since 1997〜2001"』（マキハラ・ノリユキ・ソング・ブック "シンス・1997～2001"）は槇原敬之7枚目のベスト・アルバム。2002年1月23日発売。発売元はSME Records。

## 解説
1997年から2001年発表作からシングル7枚の表題曲、ソニーレコード・SME Records（ソニー・ミュージックレコーズ内レーベル時）在籍時発表アルバムから選曲の楽曲を収録した。ワーナーミュージックが原盤権の「桃」「太陽」「北風 〜君にとどきますように〜」3曲も収録。

## 収録曲
作詞・作曲・編曲：槇原敬之（特記以外）
1. 素直 
  - 17thシングル。
2. モンタージュ 
  - 18thシングル。
3. 足音
  - 19thシングル。
4. 印度式
  - 8thアルバム『Such a Lovely Place』収録曲。
5. Such a Lovely Place
  - 8thアルバム『Such a Lovely Place』収録曲。
6. HAPPY DANCE
  - 20thシングル。
7. STRIPE!
  - 21stシングル。
8. Hungry Spider
  - 22ndシングル。
9. Name Of Love
  - 9thアルバム『Cicada』収録曲。
10. Cicada
  - 9thアルバム『Cicada』収録曲。
11. 海と少年
  - 作詞・作曲：大貫妙子
  - カバー・アルバム『Listen To The Music』収録曲。
12. David
  - 作詞・作曲：矢野顕子
  - 1stカバーアルバム『Listen To The Music』収録曲。
13. 桃
  - 23rdシングル。
14. 太陽
  - 10thアルバム「太陽」収録曲。
15. 北風 〜君にとどきますように〜
  - 6thシングル。ボーナストラック。